# حادث منطاد لوكهارت

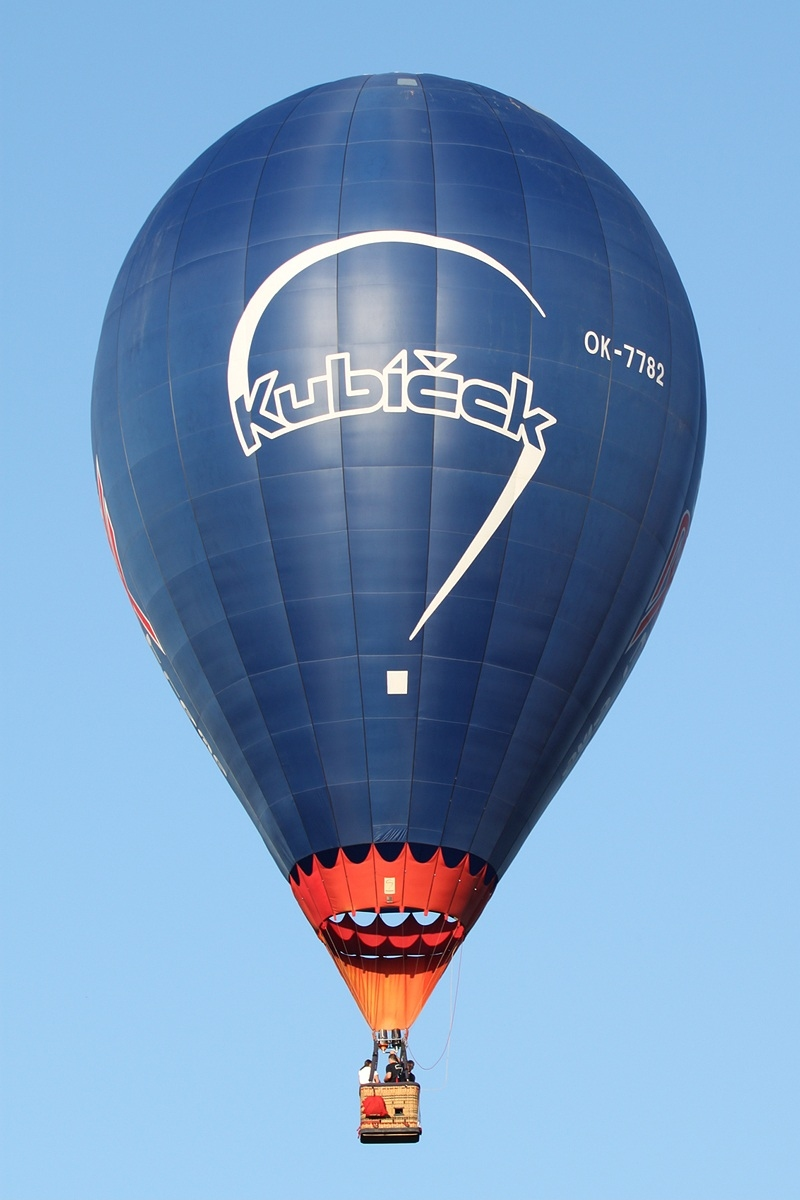
صورة لمنطاد مماثل للذي تحطم.

في يوم 30 يوليو 2016 قتل 16 شخصا على الأقل عندما اشتعلت النيران في منطاد كان يحلق فوق ولاية تكساس الأمريكية، مما أدى إلى سقوطه في مرعى قرب مدينة لوكهارت وسط الولاية.